# مارك هولدن (لاعب هوكي الجليد)
مارك هولدن (بالإنجليزية: Mark Holden)‏ هو لاعب هوكي الجليد أمريكي، ولد في 12 يونيو 1957.

## وصلات خارجية
- مارك هولدن على موقع دوري الهوكي الوطني (الإنجليزية)
- مارك هولدن على موقع قاعة مشاهير الهوكي (لاعب أن.إتش.أل) (الإنجليزية)
- مارك هولدن على موقع EliteProspects.com (الإنجليزية)
- مارك هولدن على موقع HockeyDB.com (الإنجليزية)
- مارك هولدن على موقع Hockey-Reference.com (الإنجليزية)